# Amy Mbacké Thiam
Amy Mbacké Thiam (Kaolack, 10 novembre 1976) è una velocista senegalese, specializzata nei 400 metri piani, disciplina di cui è stata campionessa mondiale a Edmonton 2001.

## Record nazionali

### Seniores
- 200 metri piani indoor: 23"56 ( Liévin, 10 febbraio 2009)
- 400 metri piani: 49"86 ( Edmonton, 7 agosto 2001)
- 400 metri piani indoor: 52"48 ( Stoccolma, 2 febbraio 2006)
- Staffetta 4×100 metri: 44"59 ( Dakar, 20 agosto 1998) (Seynabou Ndiaye, Amy Mbacke Thiam, Mame Tacko Diouf, Aminata Diouf)
- Staffetta 4×400 metri: 3'28"02 ( Sydney, 29 settembre 2000) (Aïda Diop, Mame Tacko Diouf, Aminata Diouf, Amy Mbacke Thiam)

## Palmarès
| Anno | Manifestazione      | Sede         | Evento      | Risultato  | Prestazione | Note                                     |
| ---- | ------------------- | ------------ | ----------- | ---------- | ----------- | ---------------------------------------- |
| 1998 | Campionati africani | Dakar        | 400 m piani | 4ª         |             |                                          |
| 1998 | Campionati africani | Dakar        | 4×400 m     | Argento    | 3'31"07     |                                          |
| 1999 | Mondiali            | Siviglia     | 400 m piani | Semifinale | 50"77       | Record nazionale                         |
| 1999 | Mondiali            | Siviglia     | 4×400 m     | Batteria   | 3'30"99     | Record nazionale                         |
| 1999 | Giochi panafricani  | Johannesburg | 400 m piani | Bronzo     | 50"95       |                                          |
| 1999 | Giochi panafricani  | Johannesburg | 4×400 m     | Argento    | 3'31"63     |                                          |
| 2000 | Giochi olimpici     | Sydney       | 400 m piani | Semifinale | 51"60       |                                          |
| 2000 | Giochi olimpici     | Sydney       | 4×400 m     | Batteria   | 3'28"02     | Record nazionale                         |
| 2001 | Mondiali            | Edmonton     | 400 m piani | Oro        | 49"86       | Record nazionale                         |
| 2001 | Mondiali            | Edmonton     | 4×400 m     | Batteria   | 3'30"03     |                                          |
| 2002 | Campionati africani | Tunisi       | 400 m piani | Finale     | dns         |                                          |
| 2003 | Mondiali            | Saint-Denis  | 400 m piani | Bronzo     | 49"95       | Miglior prestazione personale stagionale |
| 2003 | Mondiali            | Saint-Denis  | 4×400 m     | Finale     | dq          |                                          |
| 2004 | Campionati africani | Brazzaville  | 4×400 m     | Oro        | 3'29"41     |                                          |
| 2004 | Giochi olimpici     | Atene        | 400 m piani | Batteria   | 52"44       |                                          |
| 2005 | Mondiali            | Helsinki     | 400 m piani | 8ª         | 52"22       |                                          |
| 2005 | Mondiali            | Helsinki     | 4×400 m     | Batteria   | 3'29"03     | Miglior prestazione personale stagionale |
| 2006 | Campionati africani | Bambous      | 400 m piani | Oro        | 52"22       |                                          |
| 2007 | Mondiali            | Osaka        | 400 m piani | Batteria   | 54"31       |                                          |
| 2009 | Mondiali            | Berlino      | 400 m piani | Semifinale | 51"70       |                                          |
| 2010 | Campionati africani | Nairobi      | 400 m piani | Argento    | 51"32       | Miglior prestazione personale stagionale |
| 2010 | Campionati africani | Nairobi      | 4×400 m     | Bronzo     | 3'35"55     |                                          |
| 2011 | Giochi panafricani  | Maputo       | 400 m piani | Argento    | 51"77       |                                          |
| 2011 | Giochi panafricani  | Maputo       | 4×400 m     | Argento    | 3'32"21     |                                          |
| 2012 | Campionati africani | Porto-Novo   | 400 m piani | Bronzo     | 51"68       |                                          |
| 2012 | Campionati africani | Porto-Novo   | 4×400 m     | Bronzo     | 3'31"64     |                                          |
| 2012 | Giochi olimpici     | Londra       | 400 m piani | Batteria   | 53"23       |                                          |
| 2013 | Mondiali            | Mosca        | 400 m piani | Semifinale | 52"37       |                                          |

## Altre competizioni internazionali
2003
- 4ª alla World Athletics Final ( Monaco), 400 m piani - 51"06

2005
- 4ª alla World Athletics Final ( Monaco), 400 m piani - 50"69

2006
- 6ª alla World Athletics Final ( Stoccarda), 400 m piani - 51"16
- 6ª in Coppa del mondo ( Atene), 400 m piani - 51"39

2007
- 4ª alla World Athletics Final ( Stoccarda), 400 m piani - 50"33

2010
- 5ª in Coppa continentale ( Spalato), 400 m piani - 51"46